# Chicken Inn FC
Chicken Inn Football Club w skrócie Chicken Inn FC – zimbabwejski klub piłkarski grający w zimbabwejskiej pierwszej lidze, mający siedzibę w mieście Bulawayo.

## Sukcesy
- I liga[1]:
  - zwycięstwo (1): 2015.

## Występy w afrykańskich pucharach
| Sezon | Rozgrywki     | Runda   | Kraj              | Klub                 | Dom | Wyjazd | Dwumecz |
| ----- | ------------- | ------- | ----------------- | -------------------- | --- | ------ | ------- |
| 2016  | Liga Mistrzów | wstępna | Południowa Afryka | Mamelodi Sundowns FC | 1–0 | 0–2    | 1–2     |

## Stadion
Domowe mecze klub rozgrywa na stadionie o nazwie Luveve Stadium w Bulawayo. Stadion może pomieścić 8000 widzów.

## Reprezentanci kraju grający w klubie od 2009 roku
Stan na czerwiec 2023.
| - Passmore Bernard - Liberty Chakoroma - Last Chibwiro - Evans Chikwaikwai - Felex Chindungwe - Elvis Chipezeze - Tichaona Chipunza - Edmore Chirambadare - Liberty Chirava - Obrey Chirinda - Moses Demera - Herbert Dick - Bernard Donovan - Malvin Gaki - Richard Hachiro - Teenage Hadebe - Valentine Kadonzvo - Mitchell Katsvairo - Tafadzwa Kutinyu | - Divine Lunga - Kelvin Madzongwe - Kudakwashe Mahachi - Clement Matawu - Lawrence Mhlanga - Innocent Mucheneka - Simon Munawa - Bhekimpilo Ncube - Sipho Ndlovu - Xolani Ndlovu - Tendai Ndoro - Ian Nekati - Zephaniah Ngodzo - Njabulo Nyoni - Danny Phiri - Chris Semakweri - Pride Tafirenyika - Obadiah Tarumbwa - Ramson Zhuwawo |